# هيو وليامز
هيو وليامز (بالإنجليزية: Hugh Williams)‏ هو كاتب وكاتب مسرحي وكاتب سيناريو وممثل بريطاني، ولد في 6 مارس 1904 في المملكة المتحدة، وتوفي في 7 ديسمبر 1969 بلندن في المملكة المتحدة بسبب سرطان.

## أعمال

### أفلام
- (1935) ديفيد كوبرفيلد
- (1939) مرتفعات ويذرنج
- (1966) الخرطوم

## وصلات خارجية
- هيو وليامز على موقع IMDb (الإنجليزية)
- هيو وليامز على موقع ألو سيني (الفرنسية)
- هيو وليامز على موقع أول موفي (الإنجليزية)
- هيو وليامز على موقع قاعدة بيانات برودواي على الإنترنت (الإنجليزية)
- هيو وليامز على موقع قاعدة بيانات الأفلام السويدية (السويدية)
- هيو وليامز على موقع إن إن دي بي (الإنجليزية)
- هيو وليامز على موقع قاعدة بيانات الفيلم (الإنجليزية)
- هيو وليامز على موقع كينوبويسك (الروسية)